# (13691) Akie
(13691) Akie es un asteroide que forma parte del cinturón de asteroides y fue descubierto por Atsuo Asami el 30 de septiembre de 1997 desde el Observatorio de Hadano, Japón.

## Designación y nombre
Akie recibió al principio la designación de 1997 SL16.
Posteriormente, en 2000, se nombró en honor de Akie Asami, esposa del descubridor.

## Características orbitales
Akie orbita a una distancia media de 2,567 ua del Sol, pudiendo acercarse hasta 2,3 ua y alejarse hasta 2,835 ua. Tiene una inclinación orbital de 12,33 grados y una excentricidad de 0,1044. Emplea en completar una órbita alrededor del Sol 1503 días. El movimiento de Akie sobre el fondo estelar es de 0,2396 grados por día.

## Características físicas
La magnitud absoluta de Akie es 13,6.